# Lijst van voetbalinterlands Noord-Macedonië - Servië
Deze lijst van voetbalinterlands is een overzicht van alle officiële voetbalwedstrijden tussen de nationale teams van Noord-Macedonië (het land speelde tussen 1993 en 2019 onder de naam Macedonië) en Servië. De landen, ooit buurrepublieken in de federale staat Joegoslavië, speelden tot op heden drie keer tegen elkaar. De eerste ontmoeting, een vriendschappelijke wedstrijd, werd gespeeld in Skopje op 6 februari 2008. Het laatste duel, een kwalificatiewedstrijd voor het Wereldkampioenschap voetbal 2014, vond plaats op 15 oktober 2013 in Jagodina.

## Wedstrijden
| № | Plaats   | Datum           | Competitie           | Wedstrijd          | Uitslag |
| - | -------- | --------------- | -------------------- | ------------------ | ------- |
| 1 | Skopje   | 6 februari 2008 | Vriendschappelijk    | Macedonië – Servië | 1 – 1   |
| 2 | Skopje   | 16 oktober 2012 | WK 2014 kwalificatie | Macedonië – Servië | 1 – 0   |
| 3 | Jagodina | 15 oktober 2013 | WK 2014 kwalificatie | Servië − Macedonië | 5 − 1   |

## Samenvatting
| Competitie        | Totaal gespeeld | Winst Noord-Macedonië | Gelijk | Winst Servië | Doelsaldo Noord-Macedonië – Servië |
| ----------------- | --------------- | --------------------- | ------ | ------------ | ---------------------------------- |
| WK-kwalificatie   | 2               | 1                     | 0      | 1            | 2 − 5                              |
| Vriendschappelijk | 1               | 0                     | 1      | 0            | 1 − 1                              |
| Totaal            | 3               | 1                     | 1      | 1            | 3 − 6                              |

## Details

### Eerste ontmoeting
| Vriendschappelijk (Skopje, Macedonië, 6 februari 2008): |       |                   |
| Macedonië                                               | 1 – 1 | Servië            |
| Nikolče Noveski 58'                                     | goals | 43' Danko Lazović |

### Tweede ontmoeting
| WK 2014 kwalificatie (Skopje, Macedonië, 16 oktober 2012): |       |        |
| Macedonië                                                  | 1 – 0 | Servië |
| Agim Ibraimi 59' (pen.)                                    | goals |        |

### Derde ontmoeting
| WK 2014 kwalificatie (Jagodina, Servië, 15 oktober 2013):                                              |       |                  |
| Servië                                                                                                 | 5 – 1 | Macedonië        |
| Stefan Ristovski 16' (e.d.) Dušan Basta 19' Aleksandar Kolarov 38' Dušan Tadić 54' Stefan Šćepović 73' | goals | 83' Adis Jahović |
| - Debuut van Branislav Trajković (Vojvodina Novi Sad) voor Servië.                                     |       |                  |